# 硝酸溴
硝酸溴是一種無機化合物，由溴和硝酸衍生而來，化學式為BrNO3。該化合物是一種黃色液體，在溫度高於0 °C時分解。

## 合成
硝酸銀與溴的醇溶液的反應：
Br
2 + AgNO
3  →  BrNO
3 + AgBr
一氯化溴與硝酸氯在低溫下反應：
BrCl + ClNO
3  →  BrNO
3 + Cl
2

## 物理性質
硝酸溴為不穩定的黃色液體，在0 °C以上的溫度下分解。
該分子的結構為BrONO2。
該化合物易溶於三氯氟甲烷和四氯化碳。

## 應用
硝酸溴在對流層化學中發揮重要作用，因為其會與硫酸發生反應。